# Protea mucronifolia
Protea mucronifolia är en tvåhjärtbladig växtart som beskrevs av Richard Anthony Salisbury. Protea mucronifolia ingår i släktet Protea och familjen Proteaceae. Inga underarter finns listade i Catalogue of Life.